# Tinca
Tinca (tiếng Hungary: Tenke) là một xã ở nam Bihor, Transilvania, România. Xã gồm năm làng: Belfir (Bélfenyér), Gurbediu (Tenkegörbed), Girișu Negru (Feketegyörös), Râpa (Körösmart) và Tinca.

## Du lịch
Xã có các suối nước khoáng giàu magie và Calci.

## Địa lý
Độ cao trung bình là 130 mét.
Lượng mưa là khoảng 750 mm một năm.

## Dân cư
Tinca có dân số 7.793 vào năm 2011, trong đó:
- 60% là người România
- 15% là người Hungary
- 15% là người Digan.
- 10% là các dân tộc khác.